# Isabel Andreu de Aguilar
Isabel Andreu de Aguilar (nhũ danh Isabel Andreu y Blanco; 15 tháng 11 năm 1887 tại Fajardo - 7 tháng 4 năm 1948) là một nhà văn, nhà giáo dục, nhà từ thiện, nhà đấu tranh và nhà hoạt động nữ quyền Puerto Rico. Bà đã tham gia thành lập Liên đoàn Nữ quyền Puerto Rico và là người đồng sáng lập Hiệp hội Phụ nữ Tốt nghiệp Đại học Puerto Rico. Bà là chủ tịch thứ hai của Hiệp hội Puerto Rico bộ của Phụ nữ Suffragists và là một trong những phụ nữ đầu tiên tranh một ghế Thượng nghị viện một khi họ đạt được quyền bỏ phiếu.

## Thơ ấu và giáo dục
Isabel Andreu y Blanco sinh ngày 15 tháng 11 năm 1887, tại Fajardo, Puerto Rico, Cristóbal Andreu Comendador và Blanca Irene Blanco Guzmán. Bà được sinh ra trong thời kỳ hòn đảo là một khu hành chính của Tây Ban Nha và cha bà là người gốc Majorca, sẽ trở thành thị trưởng của Fajardo. Mẹ bà là một người Puerto Rico bản địa. Sau khi học tiểu học, bà đã giành được học bổng để theo học trường thường vào năm 1902, tốt nghiệp năm 1907 với tư cách là một trong những cựu sinh viên đầu tiên của Escuela Normal thuộc
Đại học Puerto Rico.

## Sự nghiệp
Andreu bắt đầu làm giáo viên trong trường mẫu liên kết với trường đại học, nhưng sớm trở về quê nhà ở Fajardo, nơi bà tiếp tục giảng dạy. Năm 1917, khi Thư viện Carnegie được thành lập, bà được bổ nhiệm để phục vụ trong ban giám đốc. Cùng năm đó, bà trở thành phó chủ tịch của Liên đoàn nữ quyền Puerto Rico (tiếng Tây Ban Nha: Liga Femínea Puertorriqueña) được thành lập bởi Ana Roqué (1853-1933). Liên đoàn đã tích cực trong việc cố gắng giành quyền bầu cử cho phụ nữ và khi thượng nghị sĩ địa phương của họ, ông Rafael Rafael Barceló, từ chối thảo luận về vấn đề này, Andreu, María L. de Ashford và Milagros Benet de Mewton đã đến kiện Washington, DC. Năm 1921, tổ chức này đổi tên thành Liên đoàn Xã hội Suffragist (tiếng Tây Ban Nha: La Liga Social Sufragista) và mở rộng quyền bầu cử của phụ nữ được hưởng đầy đủ của công dân và chính trị. Năm 1924, Andreu cùng với Rosario Belber, Maria Cadilla de Martínez, Luisa Callejo, Beatriz Lasalle, Ana López de Vélez, Roqué và Amina Tió de Malaret đều từ chức khỏi Liên minh vì những khác biệt về ý thức hệ. Năm sau Roqué và Andreu thành lập Hiệp hội những người phụ nữ ở Puerto Rico (tiếng Tây Ban Nha: Asociación Puertorriqueña de Mujeres Sufragistas). Mấu chốt của sự phân chia ý thức hệ là liệu việc mở rộng bầu cử cho phụ nữ nên bao gồm quyền bầu cử phổ thông hay liệu nó có nên được giới hạn ở phụ nữ có giáo dục hay không. Andreu và Roqué đã ở trong trại ủng hộ giáo dục là điều kiện tiên quyết để bỏ phiếu. Cùng năm đó, 1925, Andreu được bổ nhiệm để phục vụ trong Hội đồng quản trị của Đại học Puerto Rico. 
Năm 1929, Andreu được chọn làm chủ tịch Hiệp hội Phụ nữ Suffragists và phụ nữ đã thành công trong việc giành phiếu bầu cho phụ nữ biết chữ. Năm 1932, Andreu tranh tư cách Thượng nghị sĩ của Đảng Tự do, người phụ nữ đầu tiên từng ra tranh cử. Sau khi thua trong cuộc bầu cử, Andreu trở lại trường học và hoàn thành bằng Cử nhân Giáo dục tại Đại học Puerto Rico vào năm 1935. Cuối năm đó, bà học xã hội học tại Đại học Columbia và sau đó tốt nghiệp Thạc sĩ. Trong nghệ thuật chuyên về giáo dục người lớn. Năm 1936, Andreu và những phụ nữ chuyên nghiệp khác thành lập Hiệp hội Phụ nữ tốt nghiệp Đại học Puerto Rico với mục tiêu cải thiện sự phát triển chuyên môn, học thuật và văn hóa của các thành viên và trường đại học. Trong suốt những năm 1930 và 1940, bà tiếp tục các ủy thác của mình với Thư viện và Đại học, cũng như các cam kết nói trước công chúng và viết về các chủ đề từ giáo dục đến quyền của phụ nữ đến việc biết chữ của người lớn. Andreu qua đời vào ngày 7 tháng 4 năm 1948 và sau đó, một tòa nhà tại Đại học Puerto Rico được ban tặng với tên của bà cũng như một con đường ở San Juan.

### Trích dẫn
1. 1 2 3 4 5 6 7 8  Grupo Editorial EPRL 2010.
2. ↑  Morris 1995, tr. 21.
3. 1 2  Roy-Féquière 2004, tr. 77.
4. ↑  Roy-Féquière 2004, tr. 61.
5. ↑  Barceló-Miller 2015, tr. 128-129.
6. ↑  Barceló-Miller 2015, tr. 131.
7. ↑  Barceló-Miller 2015, tr. 132.
8. ↑  Barceló-Miller 2015, tr. 138.
9. ↑  Grant 1932, tr. 89.
10. ↑  Barnard Bulletin 1935, tr. 2.
11. ↑  The Brooklyn Daily Eagle 1943, tr. 19.
12. ↑  Roy-Féquière 2004, tr. 93.
13. ↑  The Terre Haute Star 1958, tr. 2.
14. ↑  Advanced Technology Institute 2016.